# Grębice
Grębice [pronunciación en polaco: /ɡrɛmˈbit͡sɛ/] (en alemán: Johannisberg) es un pueblo ubicado en el distrito administrativo de Gmina Świerzno, dentro del condado de Kamień, Voivodato de Pomerania Occidental, en el noroeste de Polonia. Se encuentra a unos 5 kilómetros al este de Świerzno, a 16 kilómetros al este de Kamien Pomorski, y a 69 kilómetros al noreste de la capital regional Szczecin.
Antes de 1637, el área era parte del Ducado de Pomerania.